# Collegio uninominale Lazio - 04 (2017)
Il collegio elettorale uninominale Lazio - 04 è stato un collegio elettorale uninominale della Repubblica Italiana per l'elezione del Senato tra il 2017 ed il 2022.

## Territorio
Come previsto dalla legge elettorale italiana del 2017, il collegio era stato definito tramite decreto legislativo all'interno della circoscrizione Lazio.
Era formato da parte del territorio del comune di Roma (Quartiere Collatino, Quartiere Monte Sacro Alto, Quartiere Pietralata, Quartiere Ponte Mammolo, Quartiere San Basilio, Suburbio Della Vittoria, Suburbio Tor di Quinto, Zona Acqua Vergine, Zona Casal Boccone, Zona Castel Giubileo, Zona Cesano, Zona Grottarossa, Zona Isola Farnese, Zona La Giustiniana, Zona La Storta, Zona Labaro, Zona Lunghezza, Zona Marcigliana, Zona Ottavia, Zona Polline Martignano, Zona Prima Porta, Zona San Vittorino, Zona Santa Maria di Galeria, Zona Settecamini, Zona Tomba di Nerone, Zona Tor Cervara, Zona Tor San Giovanni, Zona Tor Sapienza e Zona Val Melaina).
Il collegio era parte del collegio plurinominale Lazio - 02.

## Eletti
| Elezione | Elezione | Senatore         | Partito            |
| -------- | -------- | ---------------- | ------------------ |
|          | 2018     | Pierpaolo Sileri | Movimento 5 Stelle |

## Dati elettorali

### XVIII legislatura
Come previsto dalla legge elettorale, 116 senatori erano eletti con sistema a maggioranza relativa in altrettanti collegi uninominali a turno unico.
| Candidati              | Candidati                  | Voti    | %     | Liste                                | Voti    | %     |
| ---------------------- | -------------------------- | ------- | ----- | ------------------------------------ | ------- | ----- |
|                        | Pierpaolo Sileri ✔️ Eletto | 94 144  | 32,98 | Movimento 5 Stelle                   | 94 144  | 32,98 |
|                        | Lavinia Mennuni            | 93 598  | 32,79 | Lega                                 | 33 447  | 11,72 |
| Forza Italia           | Lavinia Mennuni            | 93 598  | 32,79 | 32 336                               | 11,33   |       |
| Fratelli d'Italia      | Lavinia Mennuni            | 93 598  | 32,79 | 26 209                               | 9,18    |       |
| Noi con l'Italia - UDC | Lavinia Mennuni            | 93 598  | 32,79 | 1 606                                | 0,56    |       |
|                        | Paolo Quinto               | 71 105  | 24,91 | Partito Democratico                  | 57 936  | 20,30 |
| +Europa                | Paolo Quinto               | 71 105  | 24,91 | 10 484                               | 3,67    |       |
| Italia Europa Insieme  | Paolo Quinto               | 71 105  | 24,91 | 1 414                                | 0,50    |       |
| Civica Popolare        | Paolo Quinto               | 71 105  | 24,91 | 1 271                                | 0,45    |       |
|                        | Loredana De Petris         | 11 535  | 4,04  | Sinistra Italiana                    | 11 535  | 4,04  |
|                        | Fulvio Parisi              | 5 093   | 1,78  | Potere al Popolo!                    | 5 093   | 1,78  |
|                        | Antonella Burza            | 4 223   | 1,48  | CasaPound                            | 4 223   | 1,48  |
|                        | Maria Rita Marinetti       | 1 741   | 0,61  | Il Popolo della Famiglia             | 1 741   | 0,61  |
|                        | Alessandra Carmenati       | 1 643   | 0,58  | Partito Comunista                    | 1 643   | 0,58  |
|                        | Alessandra Morelli         | 1 009   | 0,35  | Italia agli Italiani                 | 1 009   | 0,35  |
|                        | Antonio Di Stefano         | 559     | 0,20  | Democrazia Cristiana                 | 559     | 0,20  |
|                        | Nazzarena Desideri         | 345     | 0,12  | Per una Sinistra Rivoluzionaria      | 345     | 0,12  |
|                        | Orfeo Notaristefano        | 258     | 0,09  | Lista del Popolo per la Costituzione | 258     | 0,09  |
|                        | Domenico Rinelli           | 210     | 0,07  | PRI - ALA                            | 210     | 0,07  |
| Totale                 | Totale                     | 285 463 | 100   |                                      | 285 463 | 100   |
|                        |                            |         |       |                                      |         |       |
| Voti non validi        | Voti non validi            | 7 885   | 2,69  |                                      |         |       |
| Votanti                | Votanti                    | 293 348 | 71,36 |                                      |         |       |
| Elettori               | Elettori                   | 411 074 |       |                                      |         |       |